# وسائل التواصل الاجتماعي في قطاع الخدمات المالية
أثرت وسائل التواصل الاجتماعي على قطاع الخدمات المالية من خلال إتاحة الوصول إلى جميع أنحاء العالم وتحسين خدمة العملاء وتطوير إستراتيجيات التسويق إلى جانب ابتكار خدمات ومنتجات جديدة مُقدمة للعملاء. ساهمت وسائل التواصل الاجتماعي في منح الشركات المالية القدرة على التغلب على العقبات الجغرافية والوصول للعملاء في جميع أنحاء العالم بالإضافة إلى التواصل معهم على مستوى شخصي أكثر نتيجة استخدامها كمنصة تواصل وقت حقيقي. أدت وسائل التواصل الاجتماعي والتكنولوجيا أيضًا إلى تطوير صناعة جديدة وهي التكنولوجيا المالية (بالإنجليزية: fintech)‏ نتيجة كونها جزءًا لا يتجزأ من الحياة اليومية.
أصبحت وسائل التواصل الاجتماعي قناة تسويقية أساسية لبعض الشركات وخاصة شركات إقراض النظراء عبر الإنترنت (إقراض بي تو بي) وكذلك مقرضي الشركات الصغيرة. بدأت الشركات التقليدية الكبرى أيضًا في تبني وسائل التواصل الاجتماعي كوسيلة لتسويق منتجاتها وخدماتها. على الرغم من ذلك، تخشي مثل هذه الشركات من أنها قد تكون «مملة للغاية» لهذه المنصات الإبداعية بسبب نماذج أعمالها التقليدية علاوة على أنها مُقيدة بقيود امتثال وقوانين سلطات تنظيم أمور الصناعة المالية (إف آي إن آر إيه). تمكنت بعض الشركات الكبرى كبنك تشيس وشركة تشارلز شواب وأميركان إكسبرس من تحقيق نجاح هائل في استغلال وسائل التواصل الاجتماعي لمنفعتها.
تستغل الشركات المالية وسائل التواصل الاجتماعي لمحاولة استعادة ثقة عملائها وبالأخص بعد الأزمة المالية في عام 2008. ومع ذلك، يمكن لوسائل التواصل الاجتماعي أن تشكل مخاطر على أي شركة مالية. بصرف النظر عن اللوائح الخاصة بسلطات تنظيم أمور الصناعة المالية فإنه يتعين على الشركات أيضًا أن تقلق بشأن الإفراط في المشاركة والتعليقات السلبية واسعة الانتشار وخطر أن تصبح الشركة أنبوبًا غبيًا.

## المنصة العالمية
ساهمت التكنولوجيا في تمكين الشركات من التفاعل مع العملاء مهما يكن موقعهم الجغرافي. في حين أن الشركات أصبحت قادرة على التواصل مع المزيد من الناس فقد تحولت إستراتيجية وضع العلامة التجارية الخاصة بهم من مخصصة إلى موحدة. استخدمت معظم البنوك علامة تجارية مخصصة قبل ثورة التكنولوجيا حيث كانت تستهدف العملاء في مناطقهم فقط. أما الآن، باستطاعة الشركات أن تستخدم التكنولوجيا للتوسع خارج موقعها الجغرافي والحفاظ على صورة متسقة في بلدان متعددة مع علامة تجارية موحدة. إن استطاعت شركات الخدمات المالية الحفاظ على سمعة متسقة لعلامتها التجارية عبر مواقع جغرافية واسعة فهذا سيتيح لهم الانتفاع من وفورات الحجم في نفقة الإعلانات وخفض مستوى التعقيد الإداري والتقليل من الدخول إلى أسواق جديدة بالإضافة إلى تطوير التعلم عبر الحدود بداخل الشركة.
يجادل الكثيرون بأن خدمات المعاملات الإلكترونية المصرفية جعلت العملاء يشعرون ببعد أكثر تجاه بنوكهم نتيجة افتقار التواصل البشري، فبدلًا من الذهاب لفرع البنك المحلي والتفاعل مع أمين الصندوق يمكن للعملاء الآن القيام بمعظم خدماتهم المصرفية عبر الإنترنت وحتى من خلال أجهزتهم المحمولة. وفرت وسائل التواصل الاجتماعي وسيلة تمكن الشركات من التواصل مع عملائها على مستوى شخصي مرة أخرى. يستغل قطاع الخدمات المالية منصات التواصل الاجتماعي لإيجاد القيمة التي كانت موجودة يومًا بشكل مادي في الأفرع المحلية. على سبيل المثال، يمكن لبنك ما أن ينشر صورة لأحد موظفيه من خلال صفحته على فيسبوك مع تعريف واجباته وقيمه الوظيفية بإيجاز. تقلد هذه الإستراتيجية عملية التفاعل البشري التي يحصل عليها العميل في فرع محلي إلى جانب أنها تضفي الطابع البشري على المؤسسات المالية الكبرى وتؤنسها.

## التسويق

### إقراض النظراء
تُعد وسائل التواصل الاجتماعي قناة تسويقية أساسية لشركات إقراض النظراء عبر الإنترنت إلى جانب مقرضي الشركات الصغيرة. نظرًا لأن هذه الشركات تعمل حصرًا على الإنترنت فإنه من المنطقي أن تقوم بالتسويق عبر الإنترنت بشكل أساسي من خلال قنوات التواصل الاجتماعي. تستطيع هذه الشركات أن تنمو وتجد مقرضين ومشترين جدد عن طريق استغلال الشبكات الاجتماعية.

### الشركات الكبرى
في حين أن وسائل التواصل الاجتماعي قد لا تكون محور التسويق المركزي للمؤسسات المالية التقليدية إلا أنها قد أصبحت أكثر أهمية خلال السنوات الأخيرة. تستطيع شركات الخدمات المالية الوصول إلى عملائها الأثمن باستخدام وسائل التواصل الاجتماعي. وفقًا لشركة جالوب الاستشارية فإنه يُرجّح أن 12٪ من العملاء الذين يتفاعلون مع بنوكهم باستخدام وسائل التواصل الاجتماعي ينتمون إلى تكتّل الأغنياء و18٪ منهم هم من الأغنياء الجدد. يمكن للشركات استخدام البيانات التي يتم جمعها من وسائل التواصل الاجتماعي لتحسين أساليب البيع والتسويق الخاصة بها إلى جانب التواصل مع عملائها وتقديم الخدمات لهم.
الأمثلة على الشركات التي تميزت في التسويق عبر وسائل التواصل الاجتماعي تشمل:
- أميركان إكسبرس: تُعد شركة رائدة في التسويق عبر وسائل التواصل الاجتماعي فهي تدير 3 حسابات منفصلة على تويتر و5 صفحات منفصلة على فيسبوك، بالإضافة إلى أنهم يسمحون للعملاء بربط بطاقات أميركان إكسبرس الخاصة بهم بحساباتهم على وسائل التواصل الاجتماعي كفيسبوك وتلقي الصفقات بناءًا على النشاطات على حساباتهم.
- باركليز: أطلق بنك باركليز تطبيق بينجت وهو تطبيق للأجهزة المحمولة يمكن المستخدم من نقل الأموال باستخدام حسابات تويتر، هذا بالإضافة إلى مداومة استخدام حسابات تويتر وفيسبوك ولينكدن المعتادة.[5]
- جي بي مورغان تشيس: تستطيع جي بي مورغان تشيس جذب اهتمام متابعيها على وسائل التواصل الاجتماعي من خلال إتقان محتوى مفيد وذي صلة. يفعلون ذلك من خلال مقالات قصيرة تحكي قصصًا شخصية يتم ربطها بمنشورات على فيسبوك وتغريدات على تويتر. توفر هذه المقالات قيمة لعملائها بالإضافة إلى كونها سهلة المشاركة وبالتالي من الممكن أن تصل إلى عملاء محتملين.[6]

## منتجات وخدمات جديدة
ساهمت وسائل التواصل الاجتماعي في ظهور منتجات جديدة بالكامل لقطاع الخدمات المالية فقد أحدثت ثورة في المنتجات وأدت إلى تطوير صناعات جديدة مثل التكنولوجيا المالية من خلال دمج التكنولوجيا الاجتماعية مع الخدمات المالية. التكنولوجيا المالية هي وسيلة لجعل الخدمات المالية أكثر انسيابية بتبسيط استخدامها وتسهيل الوصول إليها. نظرًا لأن هذه الصناعة أكثر حداثة من قطاع الخدمات المالية المعروف فإن شركات التكنولوجيا المالية غالبًا ما تكون شركات ناشئة. على الرغم من ظهور هذه الشركات في جميع أنحاء العالم إلا أنها تبرز بالأخص في الصين حيث أصبحت الخدمات المصرفية الرقمية والاستثمار والإقراض عمليات سائدة.
وفقًا لشركة أكينتشر الاستشارية فقد سجل 390 مليون شخص في الصين أنفسهم لاستخدام الخدمات المصرفية عبر الأجهزة المحمولة، هذا الرقم هو أكثر من عدد سكان الولايات المتحدة. على الرغم من أن هذه الخدمات ليست شائعة بنفس المقدار في الولايات المتحدة إلا أن أبرز شركات التكنولوجيا المالية الأمريكية وهي شركة فينمو تجمع بين التكنولوجيا والخدمات المالية على منصة اجتماعية.
شركات التكنولوجيا المالية الأخرى تشمل:
- ليندينج كلاب
- بيتكوين
- أون ديك كابيتال
- فاندنج سيركل
- ترانسفر وايز
- كابدج
- أفانت
- بروسبر
- زوبا[8]

## المخاطر
يجب على شركات الخدمات المالية أن تكون في حالة تأهب دائم للمشاكل المحتملة نظرًا لطبيعة الوقت الحقيقي لوسائل التواصل الاجتماعي حتى تتمكن من التخفيف والحد من أي أضرار ناتجة. يمكن لأي عميل أن يشارك تجربته السلبية بسهولة عبر الإنترنت وإذا انتهى الأمر بانتشار مشاركته على نطاق واسع فمن المحتمل أن يكون لهذه التعليقات تأثير ضار على سعر أسهم الشركة وسمعتها. من ناحية أخرى، يمكن لأي عميل أيضًا مشاركة تجربته الإيجابية عبر الإنترنت، ولكن التجارب الإيجابية تكون أقل احتمالًا لأن تنتشر على نطاق واسع.

### خصوصية العملاء
خصوصية العملاء مهمة وبالأخص في شركات الخدمات المالية. الحفاظ على سرية معلومات العملاء كرقم حسابه المصرفي شيء في غاية الأهمية. على الرغم من ذلك، يمكن لهذه المعلومات أن تتسرب في حالات معينة كأن يكون العميل غير راضٍ عن الخدمة في أحد البنوك على سبيل المثال. قد يقوم العميل حينها بالتغريد عن البنك للتعبير عن استياءه مدرجًا اسمه ورقم حسابه في التغريدة. سيكون هذا الموقف سيئًا للعميل والبنك كليهما.

### الأنابيب الغبية
على الرغم من أن الأنابيب الغبية تشير في الغالب إلى شركات الاتصالات إلا أنه هناك خوف الآن من أن تصبح البنوك أنابيب غبية كذلك بعد أن اكتسبت شركات التكنولوجيا المالية نسبة أكبر من الحصة السوقية الخاصة بالخدمات المالية. فيما يتعلق بقطاع الاتصالات فإن مثالًا لشركة تُعتبر أنبوبًا غبيًا سيكون مزود خدمة مثل فيرايزون. قبل أن تصبح الهواتف الذكية شائعة، وبشكل خاص قبل أن يصبح الآي فون من شركة آبل شائعًا. كانت شركات مثل فيرايزون تتحكم في كل شيء على الهاتف من التطبيقات حتى النغمات المتوفرة. ومع ذلك، تسلمت شركة آبل مقاليد السلطة وقررت التركيز فقط على الهاتف وواجهته بدلاً من الخدمات اللاسلكية.
أصبح المستهلكون مخلصين لشركة آبل نتيجة تعرضهم للواجهات الجديدة وأقل ولاءًا لموفري الخدمات اللاسلكية كفيرايزون. إذا انتقل عميل إلى منطقة مختلفة حيث وجد إشارة شركة إيه تي آند تي أقوى من إشارة فيرايزون فمن السهل أن يقوم بالتبديل بين موفري الخدمة مع الاحتفاظ بجهاز الآي فون الخاص به، الأمر الذي تسبب في جعل شركات الاتصالات أنابيب غبية في النهاية. نفس الشيء الذي حدث لصناعة الاتصالات يحدث الآن في قطاعات الخدمات المالية. أصبح العملاء مخلصين للواجهات التي أنشأتها شركات تكنولوجيا الأموال وربط حساباتهم المصرفية ببرامج تكنولوجيا الأموال. لا يوجد شيء يمنع المستهلك من تحويل البنك الخاص به من الأساس مع الاستمرار في ربط حساباته بالخدمات التي تقدمها شركات تكنولوجيا الأموال. الشاغل الأساسي لشركات الخدمات المالية هو أن تصبح أنابيب غبية، فإن أصبحت كذلك فسوف تفقد قيمة كبيرة.